# VFTS 682
في إف تي إس 682 في علم الفلك (بالإنجليزية:
VFTS 682 ) هو أحد النجوم كبيرة الكتلة المعروفة حتى الآن. وتقدر كتلته بنحو 150 M☉ (150 كتلة شمسية ) , ويقدر العلماء أن كتلته في السابق كانت تصل إلى نحو 210 كتلة شمسية . يعتبر النجم VFTS 682 من نوع نجم وولف-رايت وينتمي تصنيفه الطيفي بالتصنيف WN5h.
يقع النجم VFTS 682 على مسافة تقدر بنحو 30 فرسخ فلكي شمال شرق التجمع النجمي آر136 ، يبعد عنا نحو 150.000 سنة ضوئية.
الموجود في سديم العنكبوت (دورادو 30) في سحابة ماجلان الكبرى.
يطرح مكانه المعزول وكتلته العظيمة سؤالا، وهو كيف تكوّن هذا النجم الكبير، هل كان ذلك في مكانه الحالي أو كان في السابق من ضمن التجمع النجمي آر136 (تجمع نجمي).
الخصائص التالية ترجح نشأة هذا النجم في مكانه الحالي :
- مكانه منعزل
- حركته بسيطة
- عدم وجود صدمة مقدمة bow shock

ومن جهة أخرى كان يعتقد ان تلك النجوم كبيرة الكتلة تتكون فقط في وسط تجمعات نجمية . . فهناك يمكن التحام نجوم من أنظمة نجم ثنائي ؛ وهذا ما تنتجه حسابات المحاكاة التي يجريها العلماء بواسطة الحواسيب الكبيرة.

## اقرأ أيضا
- سهيل (نجم)
- سي بي 230
- نجم إنش دي 164595

## وصلات خارجية
- - موقع الكون في الإنترنت.